# Heezen-Gletscher
Der Heezen-Gletscher ist ein Gletscher an der Black-Küste des Palmerlands auf der Antarktischen Halbinsel. Er fließt vom östlichen Teil der Wegener Range in nordöstlicher Richtung und mündet östlich des Mount Reynolds in das Violante Inlet.
Der United States Geological Survey kartierte ihn anhand von Luftaufnahmen der United States Navy aus den Jahren von 1966 bis 1969. Das Advisory Committee on Antarctic Names benannte ihn 1978 nach dem US-amerikanischen Geologen Bruce C. Heezen (1924–1977).